# Henri Enjalbert
Henri Enjalbert (20 janvier 1910 à Rodez - 19 juin 1983 à Naucelle,,) est un géographe français qui est professeur à l'Université de Bordeaux. Ce spécialiste de la géologie viticole est aussi expert dans les domaines de l'œnologie et de l'histoire du terroir viticole. 

## Biographie
Il est considéré comme « le plus efficace géologue de Bordeaux » et « le découvreur du Mas de Daumas Gassac ». Ses travaux et ses recherches lui ont permis de déterminer que l'Albanie, les îles Ioniennes de la Grèce, et le sud de la Dalmatie dans l'actuelle Bosnie-Herzégovine, peuvent avoir été le dernier refuge européen de la vigne après l'ère glaciaire.
Son œuvre littéraire s'est articulée autour de deux grands thèmes. Tout d'abord la vigne et le vin avec des publications concernant les grands crus du Bordelais et une histoire sur ce thème où il analyse l'avènement de la qualité. Avec son fils Bernard, dans son dernier ouvrage, il revisite la classification des vins de Bordeaux de 1855, et propose une sélection de cent grands crus. Ce livre a reçu, à titre posthume, le Prix littéraire de l'Académie du vin de Bordeaux en 1984. Son second thème aborde l'histoire et la géographie de régions du Sud-Ouest de la France (Aunis, Saintonge, Angoumois, Rouergue et Quercy).

## Œuvres

### Vigne et vin
- Les pays aquitains. Le modèle et les sols, Tome 1er, Imprimerie Biere, 1960
- Histoire de la vigne et du vin. L'avènement de la qualité, Éd. Bordas, 1975
- Les grands vins de Saint-Émilion, Pomerol, Fronsac, Éd. Bordas-Bardi, 1983
- L'histoire de la vigne et du vin. Avec une nouvelle hiérarchie des terroirs du Bordelais et une sélection de 100 grands crus, avec Bernard Enjalbert, Éd. Bordas-Bardi, 1987

### Histoire et géographie régionales
- Aunis, Saintonge, Angoumois, Éd. Horizons de France, 1952
- Rouergue, Quercy, Éd. Arthaud, 1971
- Histoire du Rouergue, Éd. Privat, 1979
- Histoire de Rodez, Éd. Privat, collection pays et villes de France, 1981

### Divers
- Paysans noirs : les Kabré du Nord-Togo, Les cahiers d'outre-mer, 1956
- Ces mots d'ailleurs, Éd. Anne Sigier, 2006